# Toponímia de les cases de la Baronia de Rialb
Toponímia de les cases de la Baronia de Rialb, extreta de «Recull de coses, referències i dades de les viles, pobles i parròquies de l'arxiprestat Urgell Mitjà que oferim als lectors i amics», publicada per iniciativa de Mn. Daniel Fortuny l'any 1984. També es podrien anomenar focs, ja que amb aquest nom eren comptabilitzades antigament; totes han format des de sempre, a efectes d'administració civil, el Terme Municipal de la Baronia de Rialb. (En documents antics, el complement Rialb també és escrit «Riaup» i «Rialp».)

## Toponímiade les cases segons poble i parròquia
A continuació es cataloguen alfabèticament els noms per poble i parròquia, tal com figuren en l'ordenació diocesana.

### Santa MariadeGualter
- Ca l'Amàlia
- Ca l'Àngel
- Ca l'Armengou
- Ca l'Aularió
- Ca l'Encarnació
- Ca l'Estanquer
- Ca l'Estany
- Ca l'Isidret
- Ca la Conxita
- Ca la Francisqueta
- Ca la Joaneta
- Ca la Lluïsa
- Ca la Marieta
- Ca la Munda
- Ca la Paula
- Ca la Ramoneta
- Ca la Senyora Núria
- Ca la Tereseta del Pont
- Ca la Tonya
- Cal Barquer
- Cal Bassella
- Cal Càndido
- Cal Canes
- Cal Carbonell
- Cal Carnisser
- Cal Carreter
- Cal Corticó
- Cal Casó
- Cal Coma
- Cal Cota
- Cal E. Lepo
- Cal Felip
- Cal Fèlix
- Cal Florencio
- Cal Forn
- Cal Gaietano
- Cal Gepet
- Cal Gepis
- Cal Geroni
- Cal Gilda
- Cal Jové
- Cal Lepis
- Cal Lepo
- Cal Lico
- Cal Llusio
- Cal Magí
- Cal Mariano
- Cal Masbarrat
- Cal Masia Blanca
- Cal Melitón
- Cal Moliner
- Cal Mollet
- Cal Moratell
- Cal Pau
- Cal Pauletó
- Cal Pere
- Cal Petit
- Cal Porronets
- Cal Quel
- Cal Quelos
- Cal Quet
- Cal Reu
- Cal Roger
- Cal Sastresó
- Cal Sastret
- Cal Solans
- Cal Tarré
- Cal Tato
- Cal Teixidor
- Cal Teto
- Cal Tito
- Cal Tomeu
- Cal Ventura
- Cal Vicent
- Cal Xancarró
- Cal Xano
- El Forn
- L'Ajuntament Vell
- La Discoteca
- La Farga
- La Rectoria

### Sant Serni deBellfort
- Ca l'Escobet
- Ca les Cabanasses
- Cal Bancal
- Cal Finestrelles
- Cal Flostis
- Cal Gambandé
- Cal Manel
- Cal Mas de l'Hereu
- Cal Molí del Fideu
- Cal Puigdegalí
- Cal Sastre
- Cal Solsona
- Cal Torretes
- La Rectoria

### Santa Maria dePalau de Rialb
- Ca l'Heretat de Guàrdia
- Ca la Casanova de Guàrdia
- Ca la Sarreta
- Cal Baró
- Cal Caubet
- Cal Clotà
- Cal Clots
- Cal Mas d'en Serra
- Cal Mas de n'Olives
- Cal Mas Perdigués
- Cal Palau
- Cal Pinsalts
- Cal Plans de Perdigués
- Cal Turiella
- Casa Alta
- L'Escola de Palau
- La Teulera

### Sant Andreu delPuig de Rialb
- Ca l'Alzina
- Ca l'Arà
- Ca l'Hostal
- Ca la Griva
- Ca la Trilla
- Cal Benaviure
- Cal Caelles
- Cal Caseta de l'Arà
- Cal Fenosa
- Cal Gili
- Cal Mas de Ramoneda
- Cal Metge
- Cal Molí Nou
- Cal Molí de Llargués
- Cal Pauetó
- Cal Penjat
- Cal Plans de Benaviure
- Cal Plans del Metge
- Cal Po
- Cal Serra
- Cal Tomàs
- Cal Vilarrupia
- L'Escola del Puig
- La Casa dels Peixos
- La Rectoria
- Xalet del Metge

### Sant Cristòfol de la Donzell, vicaria delPuig de Rialb
- Ca l'Espuellà
- Ca l'Isidre
- Ca la Censada
- Ca la Crica
- Ca la Gavernera
- Ca les Bassetes
- Ca les Salinoves
- Cal Batalla de la Donzell
- Cal Batllés
- Cal Batllevell de Peracolls
- Cal Bernadí
- Cal Bernat
- Cal Biscarri
- Cal Borres
- Cal Caseta
- Cal Cireró
- Cal Fortó
- Cal Francisquet
- Cal Gango
- Cal Garramitxo
- Cal Genissó
- Cal Lluquet
- Cal Metget
- Cal Mitger
- Cal Mosset
- Cal Pallerà
- Cal Pastor
- Cal Pejan de les Garrigues
- Cal Ramoncrico
- Cal Solé de la Donzell
- Cal Valent
- Cal Valldan
- Cal Xapa
- Castell de Salinoves

### Sant Martí de Taravau,sufragàniadelPuig de Rialb
- Ca l'Hedra
- Ca la Casanova
- Ca la Treita
- Ca les Barraques
- Ca l'Olivelles
- Cal Batalla de Cerdanyés
- Cal Castellet
- Cal Cerdanyés
- Cal Cirera
- Cal Codinal
- Cal Collells
- Cal Cots
- Cal Fabregada
- Cal Jaumetó
- Cal Martimà
- Cal Mas d'en Pla
- Cal Masbarrat
- Cal Massanés
- Cal Merli
- Cal Patiràs
- Cal Sarrat
- Cal Terrassola
- Cal Turpí
- Castell de Taravau
- El Convent

### Sant Esteve dePallerols de Rialb
- Ca l'Ampurdanès
- Ca l'Ampurdanès de Baix
- Ca l'Ànima
- Ca l'Arçosa
- Ca l'Arçoseta
- Ca la Bastida
- Ca la Casanova del Solé
- Ca la Caseta del Confòs
- Ca la Caseta del Molí Nou
- Ca la Caseta de Vilardaga
- Ca la Catoi
- Ca les Bòfies
- Ca les Picoles
- Cal Baró
- Cal Canes
- Cal Confós
- Cal Confosó
- Cal Cornudella
- Cal Ganxo
- Cal Guardiola
- Cal Mas dels Colls
- Cal Mosquera
- Cal Palou
- Cal Palou del Riu
- Cal Perensana
- Cal Santmarc
- Cal Segarra
- Cal Traguany
- Cal Vilardaga
- Cal Vilaró
- Castell de Pallerols
- L'Escola de Pallerols
- La Pallereta de Confós
- La Rectoria
- Vilamallans

### Sant Miquel deVilaplana
- Cal Gabernet
- Cal Magí
- Cal Miger de Gabernet
- Cal Pampaló
- Cal Peretó
- Cal Rafel
- Cal Torner
- La Rectoria

### Sant Iscle i Santa Victòria dela Torre de Rialb
S'inclouen les cases del poble de Politg, ja que aquest pertanyia a la parròquia de Sant Iscle i Santa Victòria de la Torre de Rialb.
- Alberg de la Torre
- Ca l'Aubàs
- Ca la Pedra
- Cal Capell
- Cal Casó
- Cal Claudio
- Cal Cosme
- Cal Felip
- Cal Flores
- Cal Macià
- Cal Marsol
- Cal Mas d'en Bosch
- Cal Mas d'en Grau
- Cal Masia
- Cal Mateu
- Cal Mestre
- Cal Mitger de la Torre
- Cal Peguera
- Cal Peretó
- Cal Pomanyons
- Cal Riart
- Cal Sant
- Cal Serrallimpia
- Cal Solé
- Cal Solsderiu
- Cal Ton
- Cal Tonetjoan
- Cal Treset
- Cal Vilamonera
- Castell de Solsderiu
- Els Casalots
- L'Ajuntament
- Xalet del Mestre

### Vicaria dela Torre-la Serra
- Ca l'Alfonso
- Ca l'Ossa
- Ca la Nati
- Ca la Rossí
- Cal Daniel
- Cal Fontanet
- Cal Jaume
- Cal Girós
- Cal Gombaus
- Cal Guardiola
- Cal Marsol
- Cal Masia
- Cal Moliné
- Cal Pla de l'Oliva
- Cal Pona
- Cal Pubill de l'Oliva
- Cal Quelones
- Cal Rata
- Cal Rei
- Cal Solé
- Cal Tarrós
- Cal Tomeu
- Cal Ton
- L'Abadia